# Looking
Looking (en español: «Buscando») es una serie de televisión estadounidense de temática LGBT que narra las vivencias de un grupo de amigos gay que residen en San Francisco (Estados Unidos).
Con la producción a cargo de David Marshall Grant, Sarah Condon y Andrew Haigh, Looking fue estrenada por el canal de pago HBO el 19 de enero de 2014 y su último episodio se emitió el 22 de marzo de 2015.
Al terminar la segunda temporada se anunció la cancelación de la serie, no obstante, HBO produjo un telefilme Looking: The Movie a modo de capítulo final que se estrenó el 26 de junio de 2016 durante el Festival de Cine de Frameline. Este largometraje debutó en televisión el 23 de julio de 2016.

## Reparto

### Protagonistas
- Jonathan Groff como Patrick Murray, un desarrollador de videojuegos de 29 años.[7]
- Frankie J. Alvarez como Agustín Lanuez, un artista principiante de 31 años.[7]
- Murray Bartlett como Dominic «Dom» Basaluzzo, un camarero de restaurante de 39 años que intenta abrir su propio negocio.

### Secundarios
- Raúl Castillo como Ricardo «Richie» Donado Ventura, exnovio de Patrick.
- Russell Tovey como Kevin Matheson, jefe y nuevo novio de Patrick.
- Lauren Weedman como Doris, novia de juventud y compañera de apartamento de Dom.
- Scott Bakula como Lynn, empresario e interés amoroso de Dom.
- O.T. Fagbenle como Frank, novio de Agustín (primera temporada).
- Daniel Franzese como Eddie, nuevo novio de Agustín (segunda temporada).
- Joseph Williamson como Jon, novio de Kevin.
- Andrew Law como Owen, compañero de trabajo de Patrick.
- Bashir Salahuddin como Malik, novio de Doris (segunda temporada).

## Producción
HBO aprobó una primera temporada de ocho episodios el 14 de mayo de 2013. El episodio piloto fue escrito por Michael Lannan basado en su cortometraje Lorimer y dirigido por Andrew Haigh. La filmación de la primera temporada tuvo lugar en el área de San Francisco Bay entre el 16 de septiembre y el 7 de noviembre de 2013.
De los nueve guionistas del proyecto, siete eran hombres gais y también había una mujer. Lannan admitió haberse inspirado en otras series de temática LGBT, como Tales of the City y la versión británica de Queer as Folk, para crear Looking.
El 26 de febrero de 2014, HBO confirmó la segunda temporada de la serie, en la que los personajes de Doris, Kevin y Richie serían promovidos a secundarios habituales. La segunda temporada se estrenó el 11 de enero de 2015.
HBO canceló la serie tras finalizar la segunda temporada, aunque produjo un episodio extra de 86 minutos para cerrar la historia. Este capítulo especial, que tiene como título Looking: The Movie, fue escrito por Andrew Haig y Michael Lannan y fue estrenado el 26 de junio de 2016 durante el Festival de Cine de Frameline. El largometraje debutó en televisión el 23 de julio de 2016 por la señal de HBO.

## Recepción de la crítica
La primera temporada de Looking recibió opiniones generalmente favorables de los especialistas. En el sitio web Metacritic promedió 73 puntos sobre 100 sobre la base de 27 reseñas profesionales. En Rotten Tomatoes, en tanto, alcanzó un 89% de aprobación sobre la base de 37 críticas. El consenso del sitio es:

Funny without being obnoxious, Looking provides authentic situations that feel universal with its subtle details and top-notch performances.
Divertida sin ser odiosa, Looking proporciona situaciones auténticas que se sienten universales con sus sutiles detalles y actuaciones de primera categoría.

Tras ser anunciada por HBO, Looking fue descrita por algunos críticos y parte del público como «la versión gay» de Girls y Sex and the City. Después de ver el episodio piloto, la crítica rápidamente desestimó esa comparación. El protagonista de Looking, Jonathan Groff, aseguró sentirse emocionado de estar en la misma categoría de dichos programas, pero recalcó que el tono, el guion y el estilo de su serie eran muy diferentes.
Keith Uhlich opinó en la BBC que Looking «es una de las descripciones más revolucionarias del modo de vida gay vistas en TV - y por eso la hace totalmente corriente».

## Audiencia
Según Variety, Looking tuvo un inicio flojo con una audiencia en su estreno de 338 000 espectadores, aunque llegó hasta los 606 000 cuando se incluyeron las audiencias de las reposiciones. Sin embargo, las audiencias mejoraron según progresaba la primera temporada. La máxima audiencia de la serie se produjo en el sexto episodio, alcanzado los 519 000 espectadores, un aumento de casi el 50% comparado con el primer episodio. El 23 de febrero de 2014, Looking tenía una media de 2 000 000 de espectadores semanalmente.

## Emisión internacional
HBO estrenó Looking simultáneamente en los Estados Unidos, Canadá y América Latina. En Australia se estrenó por el canal Showcase de Foxtel. En Nueva Zelanda, debutó el 23 de enero de 2014 por SoHo y en el Reino Unido e Irlanda, el 27 de enero de 2014 por Sky Atlantic. En España la serie se emitió un día después de su estreno en VOSE y una semana después doblada al español a través de Canal+ Series. En España, la primera temporada fue emitida en 2014 por la plataforma satelital Canal+ y la segunda temporada por el mismo medio durante febrero y marzo de 2015. El 9 de marzo de 2016, fue estrenada por el canal español Atreseries.

## Lanzamiento en DVD
La preventa de la primera temporada de Looking en formato DVD, Blu-ray disc y copia digital comenzó el 27 de marzo de 2014.

## Premios
| Año  | Premio                                    | Categoría                                            | Nominado                                                                    | Resultado | Fuente |
| ---- | ----------------------------------------- | ---------------------------------------------------- | --------------------------------------------------------------------------- | --------- | ------ |
| 2014 | Premios de la Crítica Televisiva          | Mejor actor o actriz invitado(a) en serie de comedia | Lauren Weedman                                                              | Nominada  | [ 27 ] |
| 2014 | Premios NALIP                             | Premio Lupe a la interpretación revelación           | Raúl Castillo                                                               | Ganador   | [ 28 ] |
| 2014 | Premios Imagen                            | Mejor actor                                          | Raúl Castillo                                                               | Nominado  | [ 29 ] |
| 2014 | Premios Imagen                            | Mejor actor de reparto                               | Frankie J. Alvarez                                                          | Nominado  | [ 29 ] |
| 2014 | Premios Gold Derby TV                     | Mejor actor de comedia                               | Jonathan Groff                                                              | Nominado  | [ 30 ] |
| 2014 | Premios EWwy                              | Mejor actor en serie de comedia                      | Jonathan Groff                                                              | Nominado  | [ 31 ] |
| 2014 | OUT100                                    | Programa de televisión del año                       | Jonathan Groff Murray Bartlett Russell Tovey                                | Ganador   | [ 32 ] |
| 2014 | Premios Attitude                          | Programa de televisión del año                       | Looking                                                                     | Ganador   | [ 33 ] |
| 2014 | Premios NewNowNext                        | Mejor serie de televisión nueva                      | Looking                                                                     | Ganador   | [ 34 ] |
| 2014 | Premios NewNowNext                        | Mejor actor de televisión nuevo                      | Jonathan Groff                                                              | Ganador   | [ 34 ] |
| 2015 | Premios Dorian                            | Programa de televisión del año                       | Looking                                                                     | Nominado  | [ 35 ] |
| 2015 | Premios Dorian                            | Programa de televisión no reconocido                 | Looking                                                                     | Nominado  | [ 35 ] |
| 2015 | Premios Dorian                            | Director de televisión del año                       | Andrew Haigh                                                                | Nominado  | [ 35 ] |
| 2015 | Premios Artio                             | Mejor reparto de una serie de televisión cómica      | Carmen Cuba Nina Henninger Bernard Telsey Wittney Horton Abbie Brady-Dalton | Nominados | [ 36 ] |
| 2015 | Premios GLAAD Media                       | Mejor serie de comedia                               | Looking                                                                     | Nominado  | [ 37 ] |
| 2015 | Premios Screen Nation Film and Television | Mejor actuación masculina de televisión              | O. T. Fagbenle                                                              | Nominado  | [ 38 ] |
| 2015 | Premios NAMIC Vision                      | Mejor actuación - Comedia                            | Raúl Castillo                                                               | Ganador   | [ 39 ] |
| 2015 | Premios NAMIC Vision                      | Mejor actuación - Comedia                            | Frankie J. Alvarez                                                          | Nominado  | [ 39 ] |
| 2015 | Premios Imagen                            | Mejor programa estelar - Drama                       | Looking                                                                     | Nominado  | [ 40 ] |
| 2015 | Premios Imagen                            | Mejor actor de reparto                               | Raúl Castillo                                                               | Nominado  | [ 40 ] |
| 2015 | Premios Gold Derby TV                     | Mejor actor de comedia                               | Jonathan Groff                                                              | Nominado  | [ 41 ] |
| 2015 | Premios EWwy                              | Mejor actriz secundaria en una serie de comedia      | Lauren Weedman                                                              | Nominada  | [ 42 ] |
| 2016 | Premios GLAAD Media                       | Mejor serie de comedia                               | Looking                                                                     | Pendiente | [ 43 ] |
| 2016 | Premios NAMIC Vision                      | Mejor actuación - Comedia                            | Frankie J. Alvarez                                                          | Pendiente | [ 44 ] |
| 2016 | Premios NAMIC Vision                      | Mejor actuación - Comedia                            | Raúl Castillo                                                               | Pendiente | [ 44 ] |